# Shōtoku

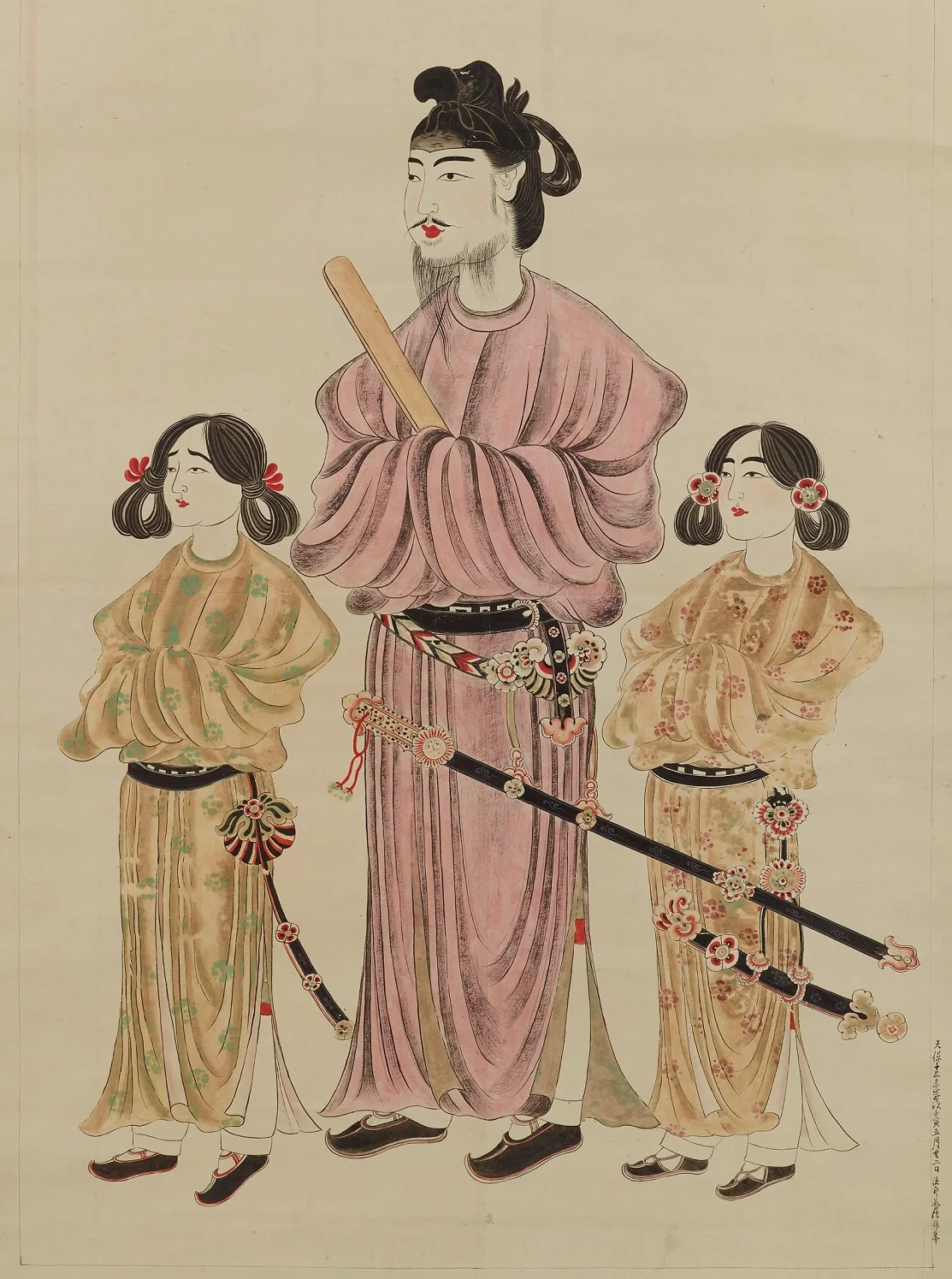
Gemälde des Kronprinzen aus dem 8. Jh., zu seiner Seite sind sein jüngerer Bruder und Sohn

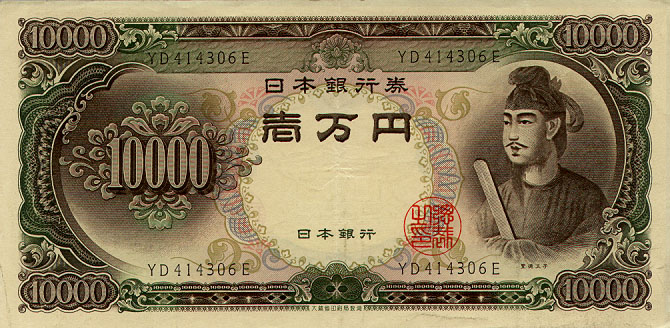
10.000-Yen-Geldschein mit Porträt des Prinzen (1958)

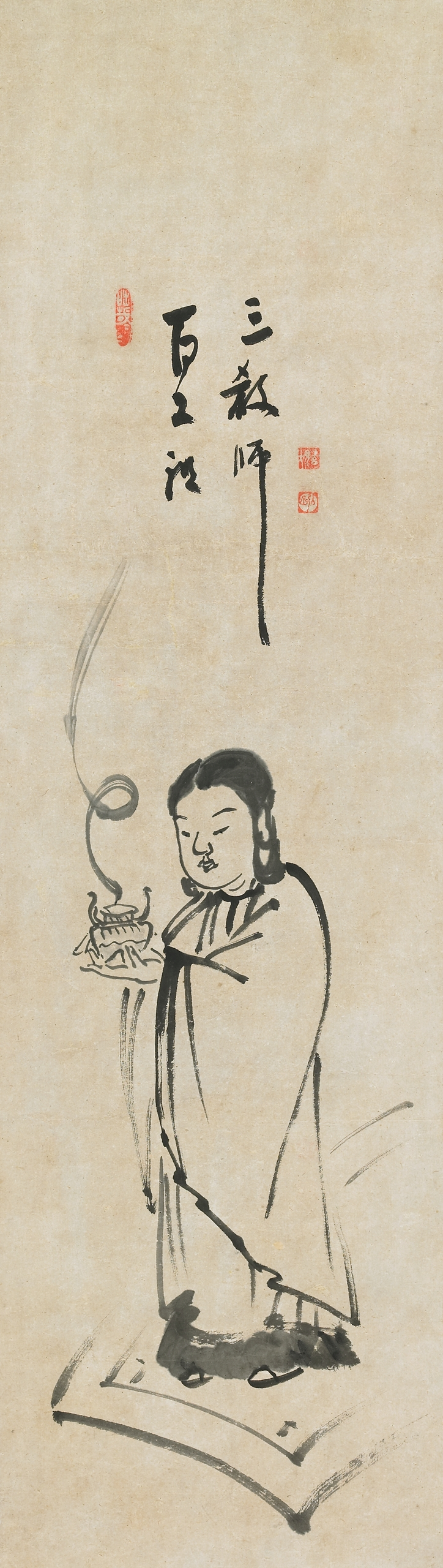
Shōtoku Taishi, gemalt von Kogan Zenji (1800)

Shōtoku Taishi (japanisch 聖徳 太子, dt. Kronprinz Shōtoku; * 574; † 8. April 622) war ein japanischer Prinz. Als Regent initiierte er gemäß der Überlieferung zahlreiche kulturelle Reformen der Asuka-Zeit. Die heute herrschende Meinung unter japanischen Historikern geht dahin, dass er als Person zwar gelebt hat, jedoch, außer der Gründung des Tempels Hōryū-ji in Ikaruga, keine Taten belegbar sind.

## Leben
Shōtoku Taishi war der erste Sohn des Tennō Yōmei und dessen Gemahlin Hashihito. Sein Eigenname war Umayado no miko (厩戸皇子, dt. Prinz Umayado). Weiterhin ist er bekannt als Toyosatomimi bzw. Kamitsumiyao. In der Chronik Kojiki wird er als Kamitsumiya no Umayado no Toyosatomimi no Mikoto bezeichnet. Im Nihonshoki wird er, außer als Umayado no oji, noch unter mehreren anderen Ehrentiteln geführt. Der Name Shōtoku Taishi ist erstmals in der Gedichtanthologie Kaifūsō aus dem Jahr 751 schriftlich erwähnt, also fast 130 Jahre nach seinem Tod.
Shōtoku heiratete Ohime, die Tochter der Kaiserin Suiko. 593 wurde er Kronprinz und Regent für die Suiko-tennō und erhob 594 den Buddhismus in Japan zur Staatsreligion. Er gründete mehrere buddhistische Tempel und Klöster und verfasste 604 die 17 Verfügungen (japanisch 十七条憲法, Jūshichijō kenpō), die als das erste staatsrechtliche Dokument Japans gelten. Darin förderte er die Übernahme der chinesischen Festlandskultur, den Buddhismus, die Wissenschaft und die Künste. 607 initiierte er die Entsendung von Botschaftern ins China der Sui-Zeit (遣隋使, kenzuishi; ab 618 an den Tang-Hof, von da an als 遣唐使, kentōshi, bekannt).Im gleichen Jahr gründete er den Tempel Hōryū-ji als die zentrale Pflegestätte buddhistischer Studien. Der nach einem altertümlichen koreanischen oder sogar chinesischen Plan angelegte Tempelkomplex hatte die Pagode als den Reliquienbehälter und die Hauptkulturhalle in dem rechteckigen Hof gleichwertig nebeneinander gestellt und gelten als die ältesten erhaltenen Holzbauwerke der Welt.  Um 620 verfasste er mit Soga no Umako die Geschichtsbücher Tennōki und Kokki.
Zugeschrieben wird ihm das Sangyō gisho, eine Sammlung von drei Sutren-Kommentaren [Taishō LXI, Nr. 2185-7] mit dem Hoke-kyō (skr.: Saddharmapuṇḍarīkasūtra; jp. Abschrift 731), Yuima-kyō (skr.: Vimalakīirtinideśsūtra) und Shōman-gyō (Śrīmālādevīsiṃhanādasūtra). Der Historiker Fujieda Akira (1975) vertritt, basierend auf Funden in Tun-Huang, die Ansicht, dass diese Kommentare chinesischen Ursprungs sind.
Shōtoku starb, während Kaiserin Suiko auf dem Thron saß. Er legte die Grundlage für die Taika-Reformen.

## Rezeption und Nachwirkung
Die Figur des Prinzen taucht von Anfang an idealisiert auf. In der Geschichte Japans wurden im Lauf der Zeit zahlreiche heilige Objekte und Statuen seinem Wirken zugeschrieben und deswegen als besonders mächtig angesehen. Der Prinz selbst wurde auch immer mehr zu einer übernatürlichen Gestalt, bei der die Menschen um Wohltaten und Schutz baten. Auch heute noch gibt es Shōtoku-Verehrung in Japan. Die Mönche des Hōryū-ji beispielsweise traten aus der Tradition des Hossō-shū aus und gründeten eine eigene Schule, die Shōtoku-shū.
Ryōko Yamagishi zeichnete unter dem Titel Hi izuru Tokoro no Tenshi eine über 2.000 Seiten umfassende Manga-Serie über das Leben Shōtokus. In der Comicserie, die für eine weibliche Leserschaft gezeichnet wurde, ist er bisexuell und hat übernatürliche Fähigkeiten.